# Иаков (Кротков)
Епископ Иаков (в миру Алексей Иванович Кротков или Коротков; 3 [15] ноября 1811, Волоколамск, Московская губерния — 13 сентября 1885, Донской монастырь) — епископ Русской православной церкви, епископ Муромский, викарий Владимирской епархии.

## Биография
Родился 3 ноября 1811 года в Волоколамске, Московской губернии в семье причётника.
В 1834 году окончил Московскую духовную семинарию (1-й разряд № 12). Рукоположён во диакона.
15 сентября 1838 года назначен инспектором Донского духовного училища.
27 ноября 1838 года пострижен в монашество с именем Иаков.
19 марта 1839 года хиротонисан во иеромонаха и назначен исполняющим должность смотрителя Перервинского духовного училища.
24 декабря 1846 года возведен в сан архимандрита и назначен настоятелем Борисоглебского мужского монастыря города Дмитрова.
31 августа 1855 года назначен настоятелем Данилова монастыря в Москве.
16 июля 1856 года избран членом Московской Духовной консистории.

### Епископское служение
12 января 1870 года последовал императорский указ о назначении Иакова епископом Муромским, викарием Владимирской епархии. 18 января состоялась его хиротония во епископа Муромского.
28 января 1884 года по состоянию здоровья уволен на покой и определен в Донской монастырь города Москвы.
Скончался 1 декабря 1885 года и погребён в Малом соборе Донского монастыря.

## Научная и общественная деятельность
Основатель Московской и Владимирской епархиальных библиотек, учредитель и первый председатель Московского общества любителей духовного просвещения (с 1863), а также один из основателей братства святого Николая в Москве. Ему принадлежат проповеди, напечатанные во «Владимирских Епархиальных Ведомостях», и «Благодарственное слово митрополиту Филарету» («Чтения в обществе любителей духовного просвещения», 1863, вып. 1).

## Труды
- Иаков (Кротков), архимандрит. Благодарственное слово митрополиту Филарету [Дроздову] // Чтения в Обществе любителей духовного просвещения. — 1863. — Вып. 1.
- Иаков (Кротков), архимандрит. Слово при наречении во епископа Муромского, викария Владимирской епархии. //